# Wiejce
Wiejce (niem. Waitze) – wieś w Polsce położona w województwie lubuskim, w powiecie międzyrzeckim, w gminie Skwierzyna, nad brzegiem Warty, otoczona lasami Puszczy Noteckiej.

## Położenie
Wieś położona na prawym brzegu Warty i południowym skraju Puszczy Noteckiej, ok. 18 km na północny wschód od Skwierzyny, przy drodze wojewódzkiej nr 199 do Międzychodu.

## Historia
Wiejce założono na początku XVIII wieku w czasie zagospodarowywania nadwarciańskich bagien. Pierwszymi znanymi właścicielami byli Kwileccy. W 1793 r. wieś została włączona do Prus. Od r. 1807 stanowiła część Księstwa Warszawskiego, by w r. 1815 ponownie wejść w skład państwa pruskiego.
W okresie Wielkiego Księstwa Poznańskiego (1815–1848) miejscowość należała do wsi większych w ówczesnym pruskim powiecie Międzyrzecz w rejencji poznańskiej. Wiejce należały do okręgu międzychodzkiego tego powiatu i stanowiły odrębny majątek, którego właścicielem był wówczas Koch. Według spisu urzędowego z 1837 roku wieś liczyła 197 mieszkańców, którzy zamieszkiwali 16 dymów (domostw).
W pierwszej połowie XIX w. Wiejce należały do właścicieli Goraja, a następnie do majora von Jena-Kothen, który wybudował tu folwark i nieduży dwór z parkiem. W XIX w. funkcjonowała w Wiejcach duża huta szkła. Kolejni właściciele wsi rozbudowali dwór, który w latach 30. XX wieku przybrał formę neobarokowego pałacu. W 1945 r. wieś przyłączono do Polski, zaś jej ludność wysiedlono do Niemiec. W pałacu mieściła się szkoła, ośrodek kolonijny, a po przebudowie w latach 2001–2003 luksusowy hotel i centrum konferencyjno-rekreacyjne.
W latach 1975–1998 miejscowość administracyjnie należała do województwa gorzowskiego.

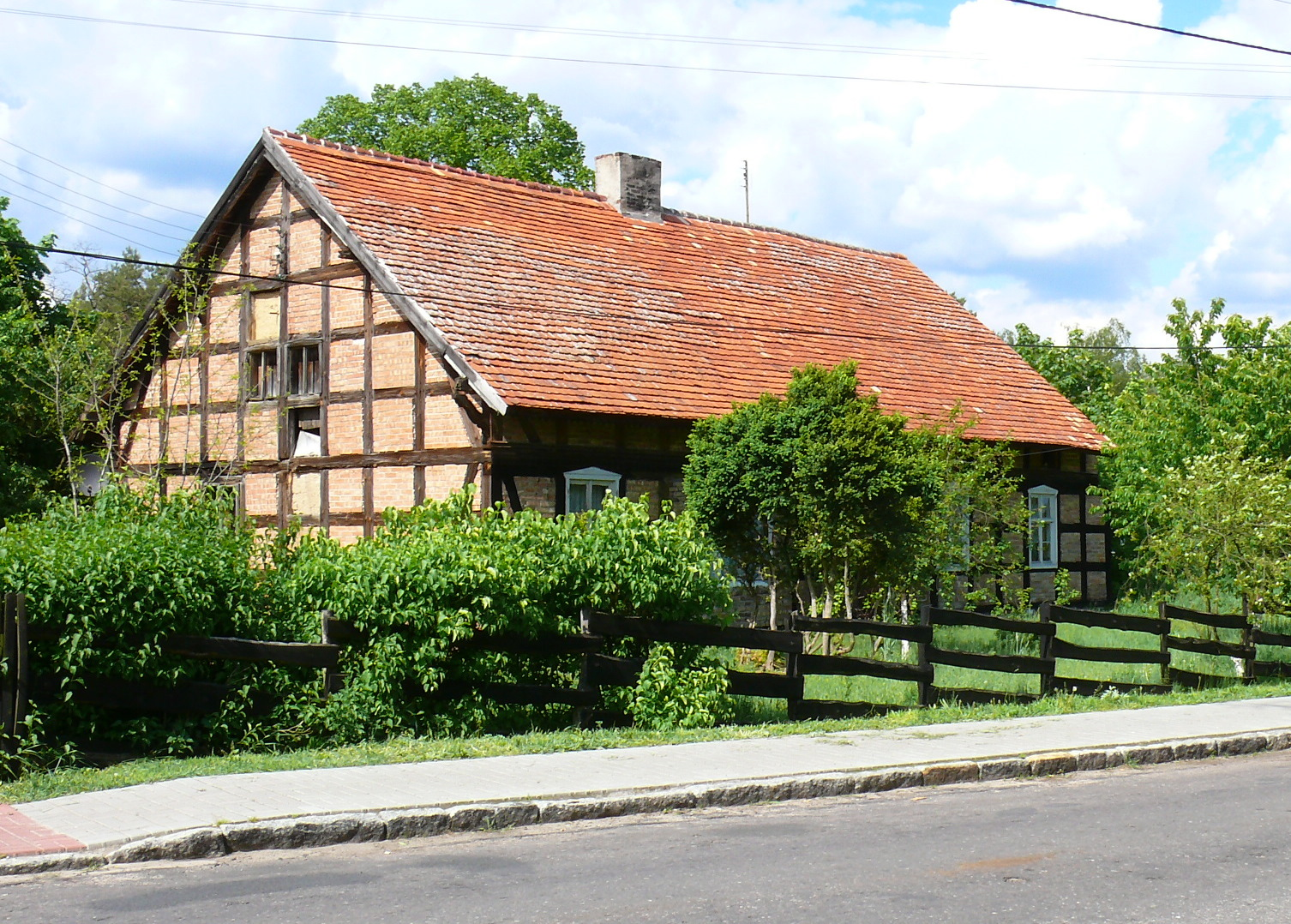
Dom we wsi
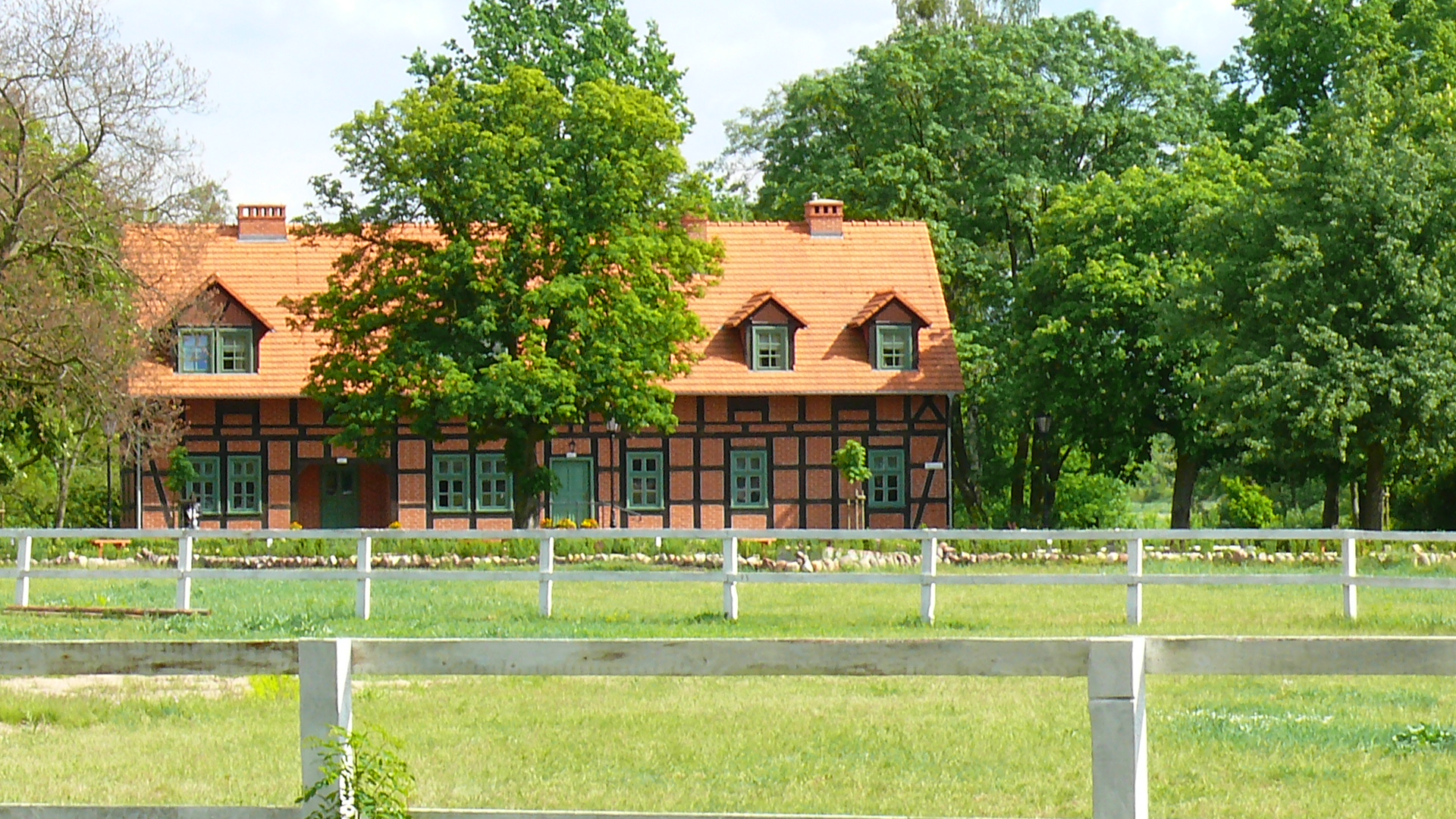
Rządcówka
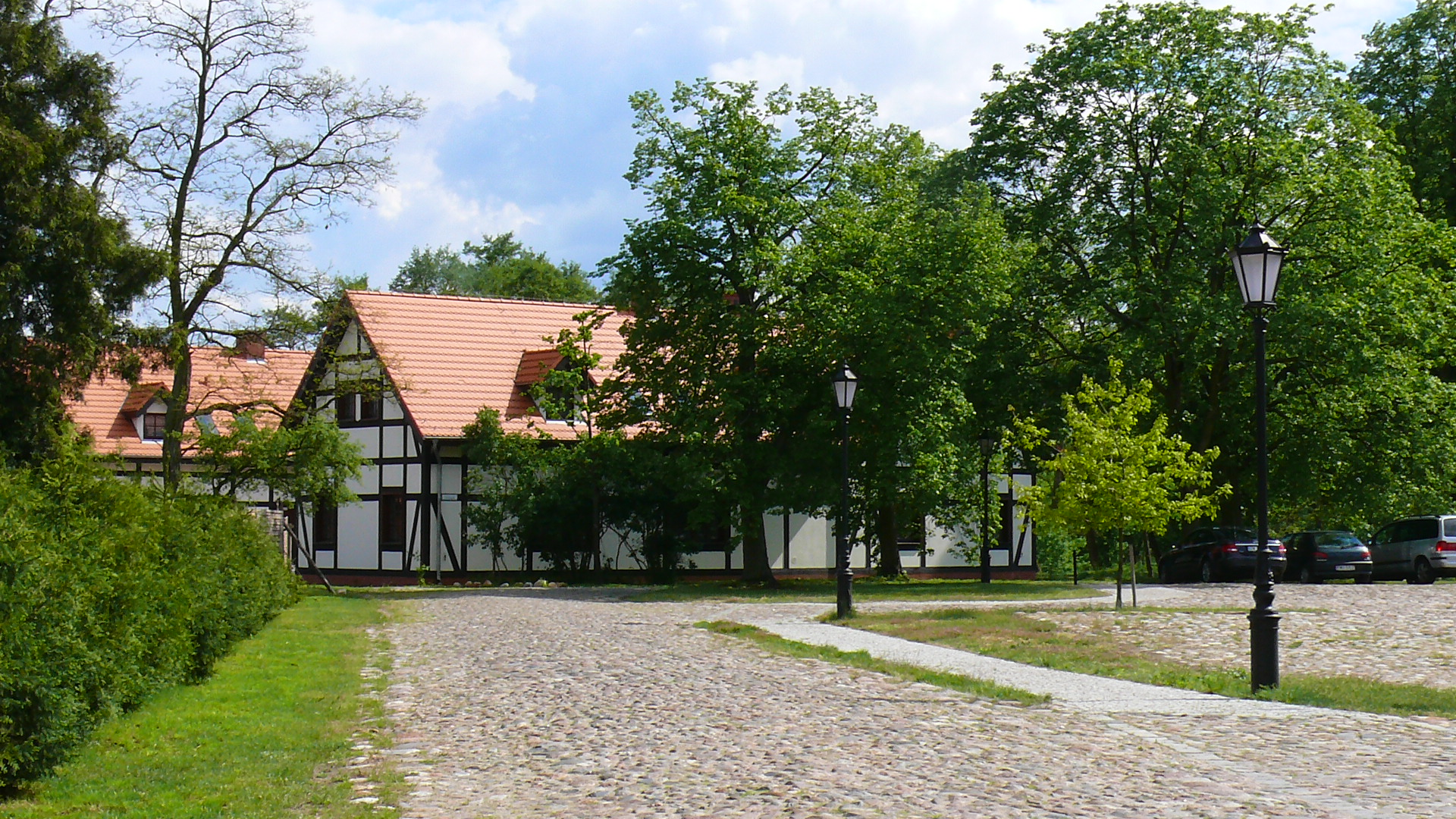
Oficyna
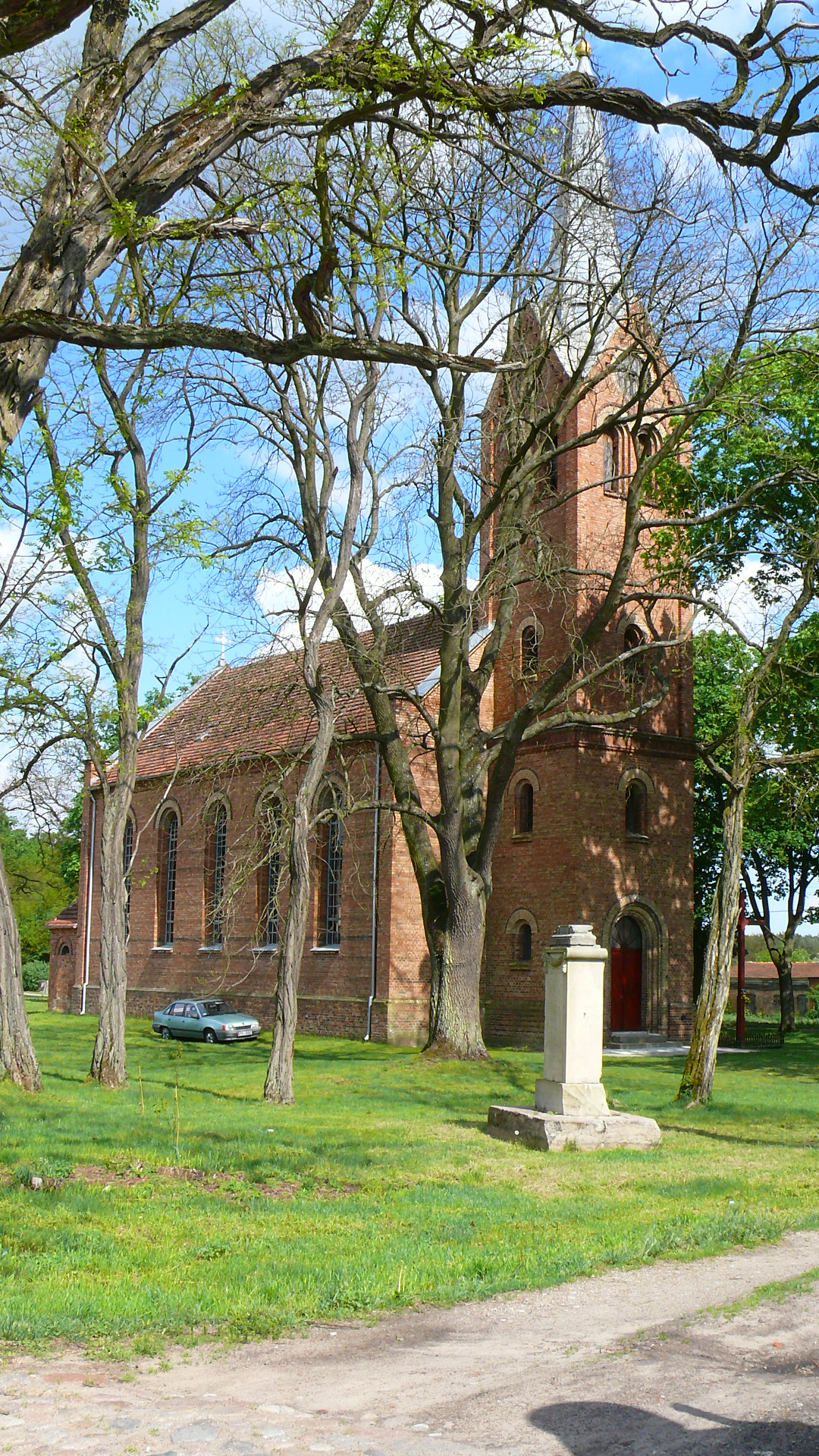
Kościół św. Józefa

## Zabytki
Do wojewódzkiego rejestru zabytków wpisany jest:
- zespół pałacowy: 
  - Pałac w Wiejcach, neobarokowy z połowy XIX wieku, dwukondygnacyjny, złożony z prostokątnego korpusu i dwóch bocznych ryzalitów z basztami
  - park przydworski, z połowy XIX w. z trzema stawami o powierzchni ponad 5 ha z terenem folwarku

inne zabytki:
- "rządcówka", zaadaptowana na potrzeby kompleksu hotelowego z XIX-wiecznego szachulcowego spichlerza
- kościół neoromański św. Józefa z 1855 roku
- dwanaście potężnych, pomnikowych dębów, rośnie po wschodniej stronie wsi
- Bismarckstein, głaz Bismarcka, na którym umieszczona była kiedyś podobizna żelaznego kanclerza wśród dębów
- wielki kamień, w kształcie spłaszczonej kuli – pomnik przyrody, znajduje się przy drodze do Międzychodu ponad kilometr od wsi.